# Арільд Ставрум
Арільд Ставрум (норв. Arild Stavrum, нар. 16 квітня 1972, Крістіансунн) — норвезький футболіст, що грав на позиції нападника, зокрема за національну збірну Норвегії. По завершенні ігрової кар'єри — тренер.

## Клубна кар'єра
У дорослому футболі дебютував 1990 року виступами за команду «Клаусененген».
Вже наступного року юний нападник приєднався до вищелігового «Бранна», звідки за три роки перейшов до «Молде». У складі цієї команди провів наступні три роки своєї кар'єри гравця. Більшість часу, проведеного у складі «Молде», був основним гравцем атакувальної ланки команди і одним із її головних бомбардирів, маючи середню результативність на рівні 0,62 гола за гру першості. Володар Кубка Норвегії у складі «Молде».
1997 року пограв за «Стабек», після чого перебрався до Швеції, уклавши контракт із «Гельсінгборгом». У першому ж сезоні став найкращим бомбардиром шведської першості, забивши 18 голів, а наступного сезону допоміг команді здобути титул чемпіона країни.
Того ж 1999 року став гравцем шотландського «Абердина», а якому продовжував демонструвати високу результативність. Згодом упродовж сезону 2001/02 захищав кольори турецького «Бешикташа», з якого перейшов до німецького «Майнц 05».
Не провівши за останню команду жодної гри у німецькій першості, 2003 року повернувся на батьківщину, знову ставши гравцем «Молде», виступами за який і завершив наступного року ігрову кар'єру.

## Виступи за збірну
1995 року дебютував провів дві офіційні гри у складі національної збірної Норвегії.

## Кар'єра тренера
Розпочав тренерську кар'єру невдовзі по завершенні кар'єри гравця, 2005 року, очоливши тренерський штаб клубу «Берум».
Накступного року був головним тренером «Молде», а згодом у 2008–2010 роках очолював тренерський штаб «Скейда».

## Титули і досягнення
- Володар Кубка Норвегії (1):

«Молде»: 1994
- Чемпіон Швеції (1):

«Гельсінгборг»: 1999
- Володар Кубка Швеції (1):

«Гельсінгборг»: 1998

### Особисті
- Найкращий бомбардир чемпіонату Швеції (1):

1998